# El vicari d'Olot
Pour plus de détails, voir Fiche technique et Distribution.
El vicari d'Olot (littéralement : Le vicaire d'Olot) est une comédie catalane sortie en 1981, réalisée par Ventura Pons.

## Synopsis
A Olot, capitale de la Garrotxa, on profite de la visite d'une autorité ecclésiastique, pendant les vacances, pour organiser une rencontre sur le thème de la religion et du sexe aujourd'hui. Cela divise la population en deux camps : ceux qui sont pour et ceux qui sont contre le « congrès ». Après une série de négociations entre les deux camps, un consensus est trouvé. Sont présentés dee personnages typiques pour arriver à une « happy end », à travers diverses situations comiques et satiriques.

## Fiche technique
- Titre original catalan : El vicari d'Olot
- Réalisation : Ventura Pons
- Scénario : Emili Teixidor
- Genre : comédie
- Musique : Josep Maria Mainat (ca)
- Production : Cop-Nou, Germinal Films, S. Coop. Ltda., Profilmar P.C
- Montage : Margarita Bernet
- Durée : 97 minutes
- Pays de production :  Espagne
- Dates de sortie :
  - Espagne : (Barcelone en catalan) 9 mars 1981[2] ; (dans les cinémas) : 26 novembre 81[1]
- Recettes : 341 104,17 €[1]
- Nombre d'entrées : 303 250 spectateurs[1]

## Distribution
- Enric Majó (ca) : Mossèn Juli
- Enric Cusí (es) : Bernat
- Fernando Guillén : M. Ramon
- Joan Monleón (ca) : Monseigneur
- Rosa Maria Sardà : Ramoneta
- Maria Aurèlia Capmany : Filomena
- Cristine Berna : Cristine
- Marina Rossell : Clotilde
- Núria Feliu (ca) : Matilde
- Carla Cristi : Nena
- Marta May : Mme Maria
- Carme Pérez : Eulàlia
- Jordi Brau (ca) : Aleix
- Rosa Morata : Maria
- Montserrat Carulla : mère de Maria
- Carles Lloret (ca) : père de Maria
- Antonio Rovira : recteur
- Mary Santpere : Mare Bigotis
- Anna Lizaran : Sœur Mel·líflua
- Cristina Álvarez : Berta
- Joan Borràs (ca) : alcalde
- Maribel Altés : prostituée
- Rosa Novell (ca) : prostituée
- Amparo Moreno : prostituée